# Liste der Naturdenkmale in Frankenthal (Pfalz)
Die Liste der Naturdenkmale in Frankenthal (Pfalz) nennt die im Stadtgebiet von Frankenthal (Pfalz) ausgewiesenen Naturdenkmale (Stand 17. April 2024).

## Naturdenkmale
| Nr.         | Bezeichnung                  | Lage                                                                                 | Beschreibung                                                              | Bild                                    |
| ----------- | ---------------------------- | ------------------------------------------------------------------------------------ | ------------------------------------------------------------------------- | --------------------------------------- |
| ND-7311-173 | Eiche                        | Frankenthal, Röntgenplatz, hinter Nr. 5 Lage                                         | Quercus sp.                                                               | Direkt Bild zu diesem Denkmal hochladen |
| ND-7311-174 | Eibe                         | Frankenthal, Neumayerring, hinter Nr. 1 Lage                                         | Taxus baccata                                                             | Direkt Bild zu diesem Denkmal hochladen |
| ND-7311-175 | Zwei Eiben                   | Frankenthal, auf dem Hauptfriedhof Lage                                              | Taxus baccata, zwei Bäume, um 1830 gepflanzt                              | Direkt Bild zu diesem Denkmal hochladen |
| ND-7311-176 | Fächerblattbaum              | Frankenthal, Röntgenplatz, vor Nr. 5 Lage                                            | Ginkgo biloba, um 1870 gepflanzt                                          | Direkt Bild zu diesem Denkmal hochladen |
| ND-7311-177 | Linde                        | Frankenthal, Röntgenplatz, vor Nr. 5 Lage                                            | Tilia platyphyllos, einer von ursprünglich drei Bäumen, um 1900 gepflanzt | Direkt Bild zu diesem Denkmal hochladen |
| ND-7311-178 | Japanischer Schnurbaum       | Eppstein, Leininger Straße, bei Nr. 9 Lage                                           | Styphnolobium japonicum                                                   | Direkt Bild zu diesem Denkmal hochladen |
| ND-7311-180 | Platane                      | Eppstein, südlich des Ortes an der L 527 beim Petershof (Dürkheimer Straße 151) Lage | Platanus ×hispanica                                                       | Direkt Bild zu diesem Denkmal hochladen |
| ND-7311-181 | Zwei Traubeneichen           | Mörsch, Hauptstraße, bei Nr. 13 Lage                                                 | Quercus petraea, zwei Bäume                                               | Fotos hochladen                         |
| ND-7311-182 | 14 Rosskastanien             | Eppstein, Dürkheimer Straße, bei Nr. 29 Lage                                         | Aesculus hippocastanum, 14 Bäume                                          | Fotos hochladen                         |
| ND-7311-183 | Maulbeerbaum                 | Frankenthal, auf dem Hauptfriedhof Lage                                              | Morus alba                                                                | Direkt Bild zu diesem Denkmal hochladen |
| ND-7311-184 | Zwei Platanen                | Frankenthal, Neumayerring, bei Nr. 7 Lage                                            | Platanus ×hispanica, zwei Bäume                                           | Fotos hochladen                         |
| ND-7311-185 | Säulenpappeln am Bruchgraben | Mörsch, (nord)westlich des Ortes, entlang des Bruchgrabens Lage                      | Populus nigra, ursprünglich 208 Bäume                                     | Direkt Bild zu diesem Denkmal hochladen |
| ND-7311-220 | Säulenpappeln am Neugraben   | Eppstein, westlich und östlich des Ortes, entlang des Neugrabens Lage                | Populus nigra, ursprünglich 99 Bäume                                      | Direkt Bild zu diesem Denkmal hochladen |

## Ehemalige Naturdenkmale
| Nr. | Bezeichnung  | Lage                                                          | Beschreibung                               | Bild                                    |
| --- | ------------ | ------------------------------------------------------------- | ------------------------------------------ | --------------------------------------- |
|     | Winterlinde  | Frankenthal, Wormser Straße, Ecke Friedrich-Ebert-Straße Lage | Tilia cordata; Rechtsverordnung aufgehoben | Direkt Bild zu diesem Denkmal hochladen |
|     | Maulbeerbaum | Frankenthal, auf dem Hauptfriedhof Lage                       | Morus alba; Rechtsverordnung aufgehoben    | Direkt Bild zu diesem Denkmal hochladen |